# Landkreis Freising
Landkreis Freising är ett distrikt (Landkreis) i Oberbayern i det tyska förbundslandet Bayern. Huvudorten är Freising.

## Geografi
Distriktet har i södra delen större myr och i norra delen ett kulligt landskap.

## Ekonomi
Landkreis Freisings ekonomi kännetecknas av en jämn blandning av industri, jordbruk och handel. Även turismen är betydande med en cykelväg längs floden Isar, visningar i distriktets bryggerier och väldiga religiösa byggnader (Freisings domkyrka, Münster St. Kastulus och Kloster Neustift).

## Infrastruktur
Distriktet är ansluten till Münchens lokaltrafik och stora delar av Münchens Internationella flygplats ligger i Landkreis Freising.